# Adolf Unger
Adolf Unger (* 11. Juni 1904 in Wien; † 13. September 1942 im KZ Auschwitz) war ein österreichischer Arbeiterdichter.

## Leben
Adolf Unger war der Sohn des jüdischen Schuhmachers Samuel Unger und dessen Frau Mindel Unger. In kleinen Verhältnissen in Wien-Leopoldstadt herangewachsen, wurde der im galizischen Sieniawa heimatberechtigte Unger zunächst Schuster, wie sein Vater, und war dann mehrere Jahre auf Wanderschaft.
Zurück in Wien fand Unger ab 1929 an der Volkshochschule in der Zirkusgasse 48 durch Ernst Schönwiese einen Förderer seiner literarischen Ambitionen. Als Arbeiterdichter konnte er Lesungen in der Wiener Urania und anderen Bildungseinrichtungen abhalten. 1933 stellte er die Revue Da stimmt was nicht für das Rote Kunstkollektiv zusammen. Im selben Jahr wurde er mit dem Julius-Reich-Preis für sein literarischer Werk ausgezeichnet.
Unger gehörte der Vereinigung sozialistischer Schriftsteller an, die 1934 behördlich aufgelöst wurde. 1936 wurde er Mitglied im Österreichischen Arbeiter-Schriftstellerverband, der von Viktor Matejka begründet worden war.
Unger hatte 1930 Sobel Leifer geheiratet, mit der er eine gemeinsame Tochter Hanna (* 1935) hatte. Mit seiner Familie verließ Unger im März 1938 Österreich und ging nach Belgien. Am 10. Mai 1940, dem Tag des Einmarsches deutscher Truppen in Belgien, wurde die Familie Unger verhaftet und von den Belgiern nach Frankreich abgeschoben. Dort wurden sie in mehrere Lager eingewiesen, wie Camp de Gurs, Rivesaltes und Mont-Louis. Vom Sammellager Drancy aus wurden Unger und seine Frau in das KZ Auschwitz-Birkenau deportiert, wo sie unmittelbar nach ihrer Ankunft in der Gaskammer ermordet wurden.
Jahre später wurde der vergessene Dichter 1969 durch die Benennung der Adolf-Unger-Gasse in Wien-Favoriten und 1997 durch eine Gedenktafel an Ungers Geburtshaus in der Springergasse 4 geehrt.

## Werke
- Im Trott. Gedichte. Europäischer Verlag, Wien 1933.
- Zeitstrophen. Neue Gedichte. Europäischer Verlag, Wien 1934.
- Die Linie. Neue Gedichte. Selbstverlag, Wien 1937.